# Мінаков Руслан Вікторович
Руслан Вікторович Мінаков — український військовослужбовець, полковник Збройних сил України, учасник російсько-української війни. Кавалер ордена Данила Галицького (2018).
Станом на 2019 рік командир 11-ї окремої бригади армійської авіації.

## Нагороди
- орден Данила Галицького (11 жовтня 2018) — за вагомий особистий внесок у зміцнення обороноздатності Української держави, мужність, самовідданість і високий професіоналізм, виявлені під час бойових дій, зразкове виконання службових обов’язків[2].